# Monopterus cuchia
Monopterus cuchia är en fiskart som först beskrevs av Hamilton 1822.  Monopterus cuchia ingår i släktet Monopterus och familjen Synbranchidae. IUCN kategoriserar arten globalt som livskraftig. Inga underarter finns listade i Catalogue of Life.